# Diplotaxis tenuifolia
La flor amarilla, rúcula o rúgula (Diplotaxis tenuifolia (L.) DC.) es una hierba perenne, silvestre, de la familia Brassicaceae de plantas con floración de cruz. 

## Descripción
La planta crece entre 20 y 80 cm de altura y tiene tallos muy ramificados, cada rama con 3 a 6 hojas lobuladas de formas variadas. La inflorescencia ocurre en racimos terminales. Las flores son de color amarillo con cuatro pétalos en cruz, cada uno de 8 a 15 mm de longitud. Los frutos son pequeñas silícuas de 2 a 4 mm de ancho por 3 a 6 mm de longitud más un apéndice de 2 mm,  con numerosas semillas en su interior. Prefiere los suelos moderadamente nitrogenados, básicos, sueltos y arenosos.

## Usos
Las hojas se recolectan para la alimentación humana, especialmente para ensaladas, bajo el nombre de rúcula. En estos últimos años en Occidente se está utilizando como germinados, en Estados Unidos de América, España, Hungría y Reino Unido.

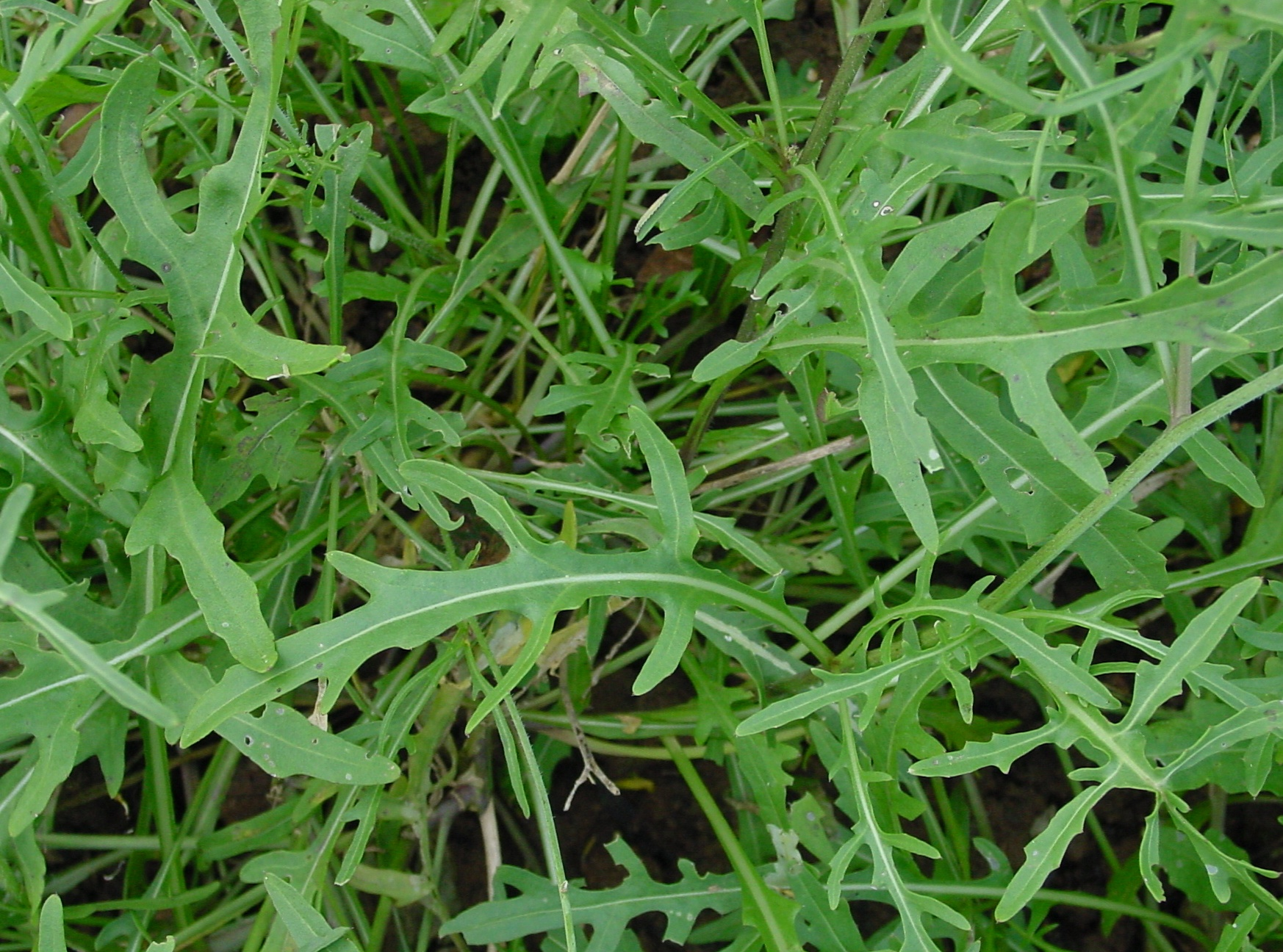
Hojas de Diplotaxis tenuifolia.

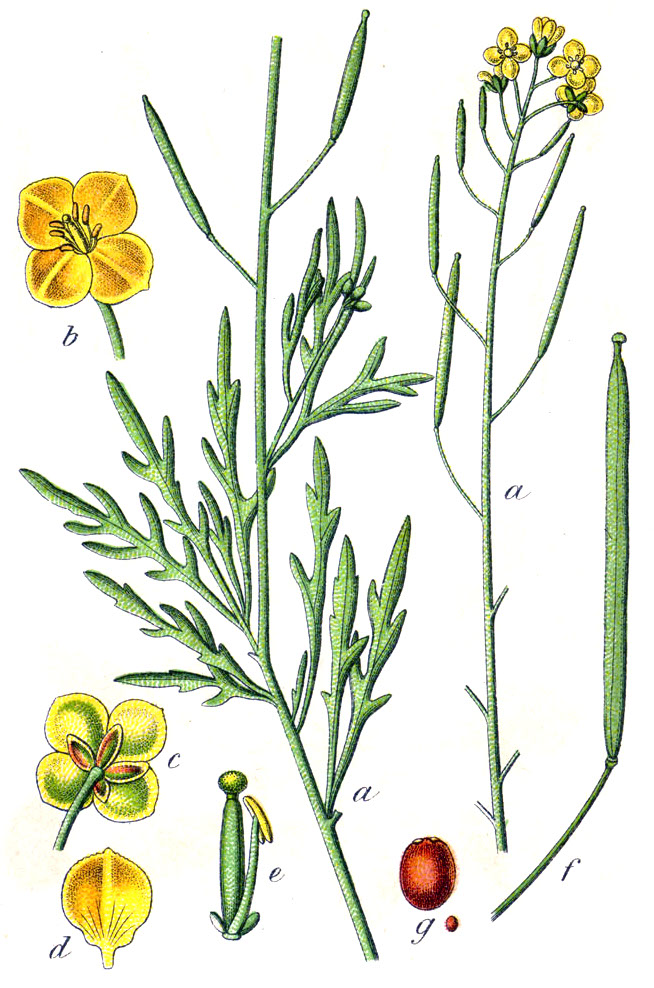
Ilustración

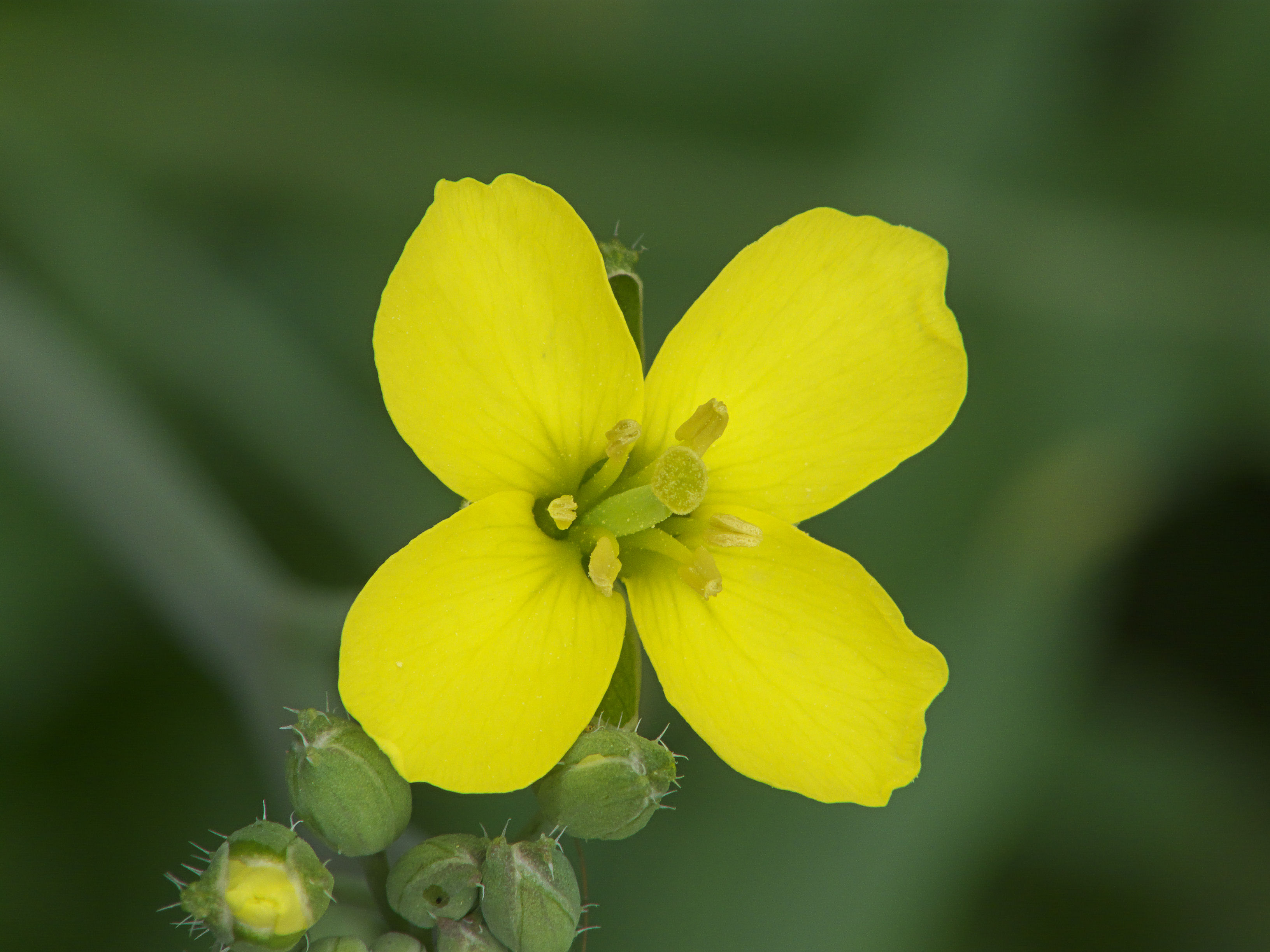
Flor

## Taxonomía
Diplotaxis tenuifolia, fue descrita  por (L.) DC. y publicado en Regni Vegetabilis Systema Naturale 2: 632–633. 1821.
Etimología
Diplotaxis: nombre genérico que deriva del  griego Diplotaxis = doble orden, refiriéndose a las semillas  que se disponen en dos hileras en el fruto.
tenuifolia: epíteto latíno que significa "con hojas delgadas".
Sinonimia
- Thlaspi   abulense Pau
- Pastorea abulensis (Pau) Rothm.
- Eruca perennis Mill.
- Brassica muralis Huds.
- Brassica erucastrum Crantz non L. 1753
- Sisymbrium tenuifolium L.
- Sisymbrium acre Lam.
- Sinapis tenuifolia (L.) R.Br. in W.T.Aiton
- Eruca tenuifolia (L.) Moench
- Eruca muralis (Huds.) P.Gaertn., B.Mey. & Scherb.
- Crucifera tenuifolia (L.) E.H.L.Krause
- Brassica tenuifolia (L.) Baill.[3]